# Mapa de T en O

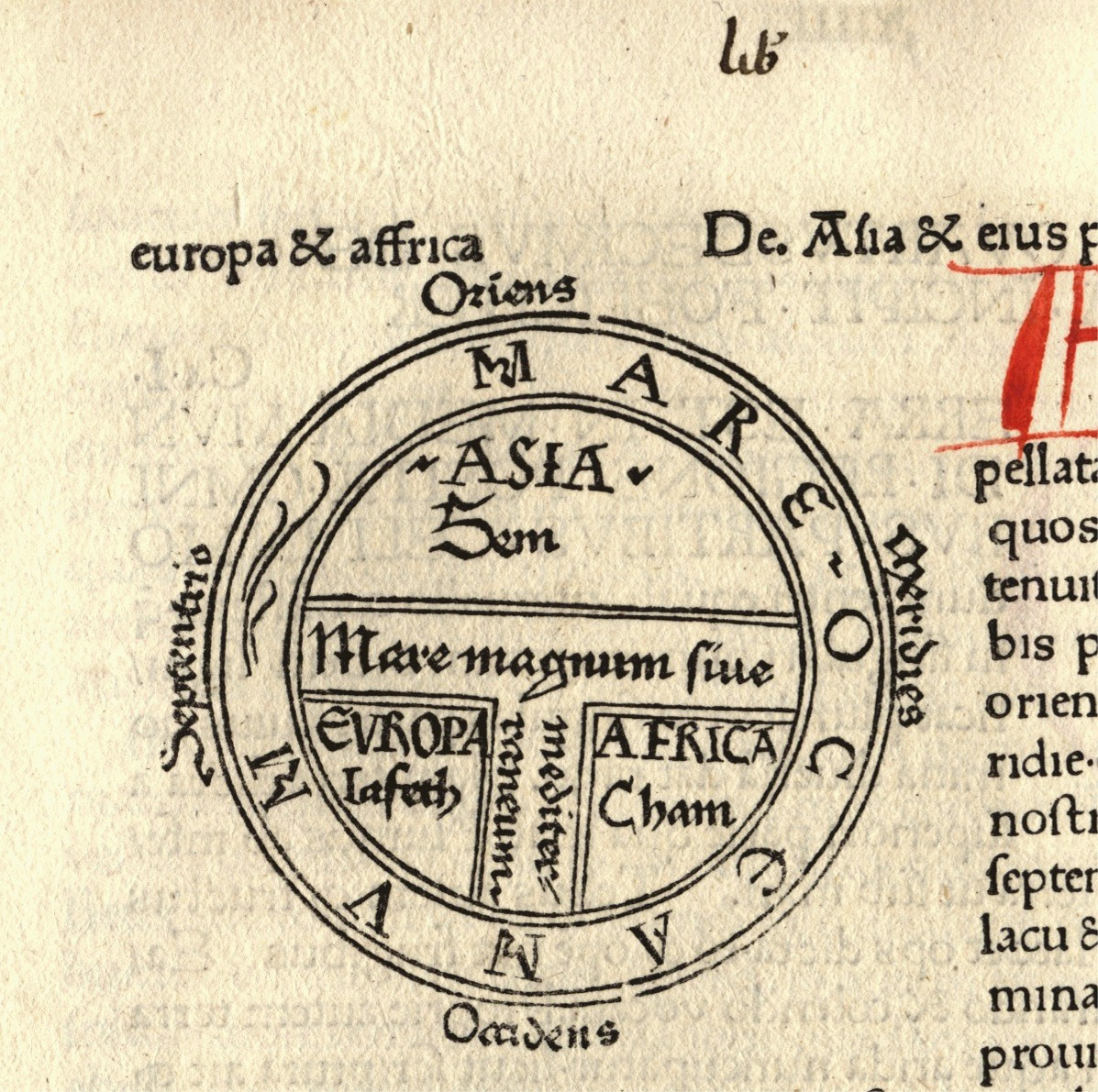
Representación impresa del mapa de T en O por Günther Zainer, Augsburgo, 1472, ilustrando la primera página del capítulo XIV de las Etimologías de Isidoro de Sevilla, donde los continentes aparecen como dominios de los hijos de Noé: Sem (Sem), Iafeth (Jafet) y Cham (Cam). El Mar Mediterráneo aparece muy esquemáticamente representado como una cruz Tau: el sector horizontal es llamado en latín «río Maremagnum» o «río Mar Grandioso» y el sector vertical es llamado Mediterráneo; los límites perfectamente circulares de tal mapa son el en esa época casi desconocido «río» o, en el caso de este "mapa" mar Océano -más allá del mismo se solía hipotetizar al Caos-. En otros mapas medievales muy similares al de la imagen aquí expuesta; sobre la T era frecuente dibujar, en lo que se suponía el centro de Asia al Paraíso Terrenal o Edén.

Por mapa de T en O, o mapa Orbis Terrarum, se conoce a un tipo de mapamundi, realizado en la Edad Media, caracterizado por su alta carga teológica. Las tierras emergidas y el océano que las rodea tienen forma circular, la «O», mientras que los mares que las dividen forman una «T» inscrita.
Los mapamundis que siguen este esquema OT se desinteresan de la exactitud cartográfica, limitándose a reproducir contenidos teológicos y simbólicos. Presentan de forma esquemática las grandes formaciones montañosas y corrientes fluviales así como algunos topónimos localizados por aproximación. Con el paso del tiempo se actualiza y enriquece la información, pero los mapas se llenan de contenidos fantásticos. Las ilustraciones se realizan a partir del santoral cristiano, siguiendo referencias bíblicas e incluso mitológicas, como lo es la presencia de las amazonas en el mapa de Ebstorf.

## Simbología
La O representa el mundo de forma circular, la forma geométrica perfecta, rodeado por el océano. La T hace referencia a la articulación del espacio interior a la vez que alude a la cruz. El eje vertical sería el mar Mediterráneo que separa Europa y África. El horizontal, perpendicular al anterior, se articula a partir del Nilo, continuando en el mar Negro y el río Don, separando Europa y Asia. El mundo habitable -la «Oikumene»- abarca Asia al oriente, en la mitad superior del mapa, Europa, en el cuadrante inferior izquierdo, y África, separada de Europa por el mar Mediterráneo. Cada continente aparece habitado por los descendientes de los hijos de Noé: Sem, Asia; Jafet, Europa y Cam, África. Jerusalén ocupa el centro del mapa, siendo el ombligo del mundo.

## Historia
El primero en realizar estos mapamundis fue Isidoro de Sevilla, que en sus Etimologías indica cómo deben realizarse.
Los mapas de T en O irían ganando complejidad con el paso del tiempo. Un ejemplo son los mapamundis de los Beatos, siendo el más famoso el 
Mapa Mundi de Beato de Liébana, originados en los Comentarios al Apocalipsis de San Juan, del siglo VIII, que contienen numerosas ilustraciones acompañando al texto. El diseño pasa en ellos a ser oval o elíptico, representándose las tierras conocidas en torno al Mediterráneo. En algunas miniaturas a partir del siglo XIII el propio mundo, en su forma circular, aparece como el cuerpo de Jesucristo que en ocasiones se encuentra sentado sobre él, como creador, principio y fin del mundo que gobierna desde el trono en que se convierte el propio orbe. En el mapamundi del Salterio de la abadía de Westminster Cristo aparece sobre el mundo, bendiciéndolo con la mano derecha y llevando en la izquierda otro pequeño orbe con la división en T. También en ocasiones se introduce el paraíso terrenal, localizado al oriente, en Asia, como puede verse en los mapamundis de Ebstorf y Hereford, ambos de hacia 1300, y las antipodas, más allá del océano y habitadas por seres fantásticos.

## Galería de imágenes

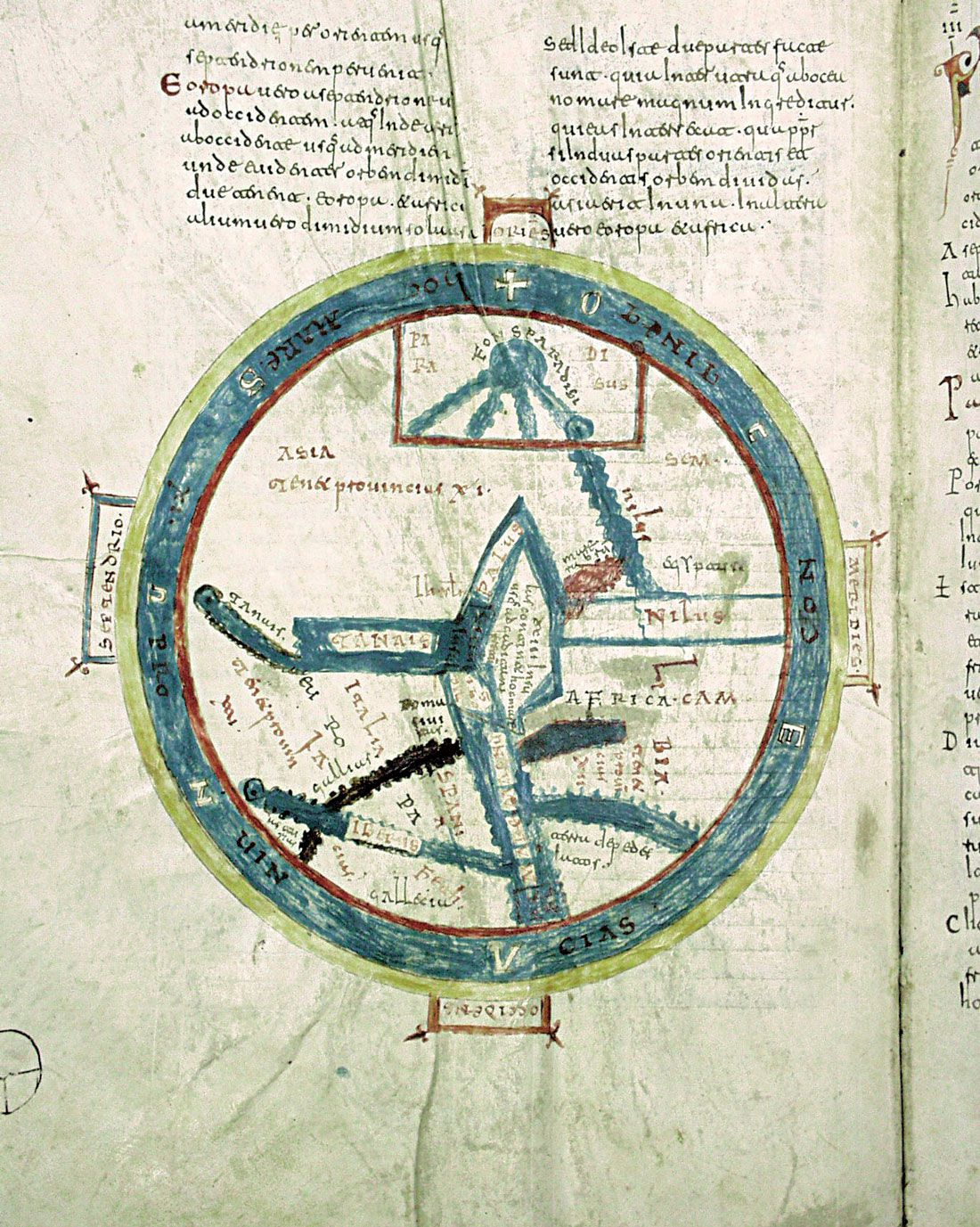
Mapamundi T-O no esquemático de una copia de 946 de las Etimologías
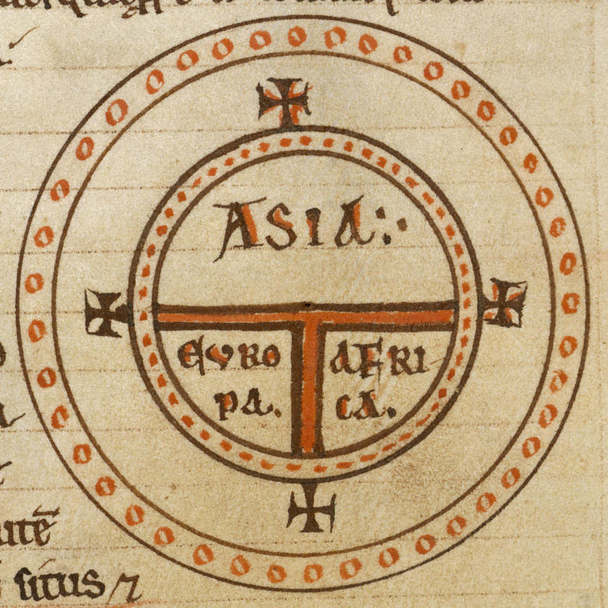
T-O diagramático de una copia del s. XII de las Etimologías.
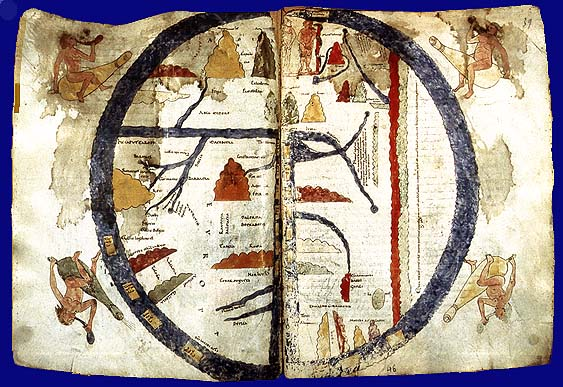
Mapa beatino del s. XII.
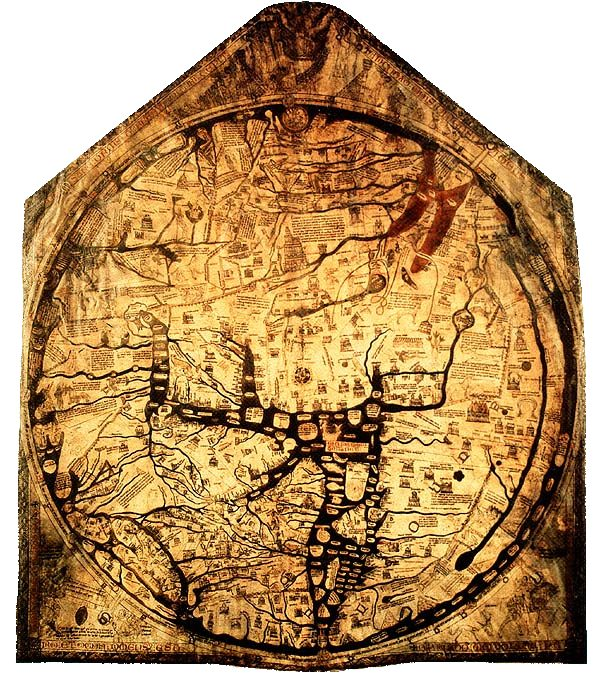
Mapamundi de Hereford, hacia 1300.
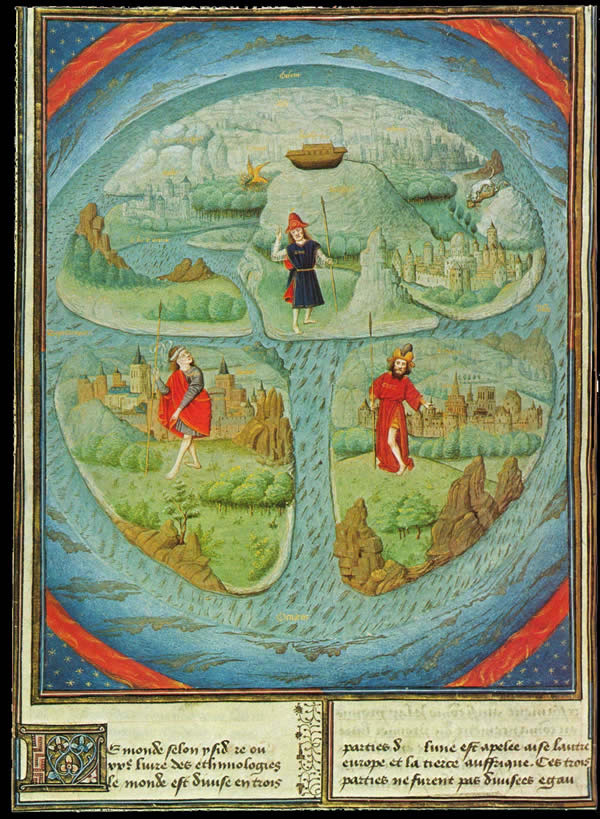
Mapamundi en La Fleur des Histoires. 1459-1463.
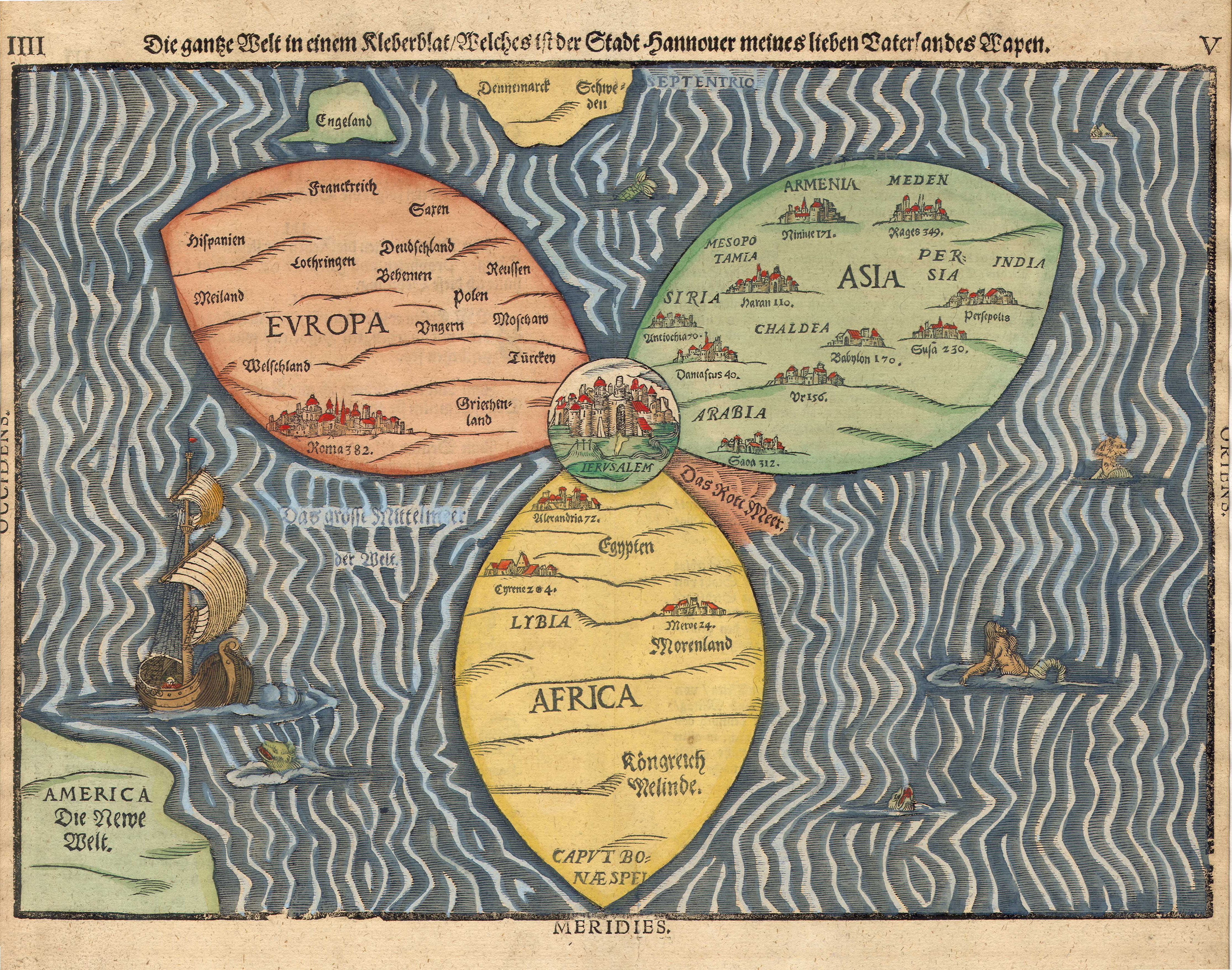
Mapa en trifolio (forma de trébol) de Heinrich Bünting. Jerusalén está puesta en el centro del mundo y alrededor Europa, Asia y África; en posible referencia a la Santísima Trinidad.
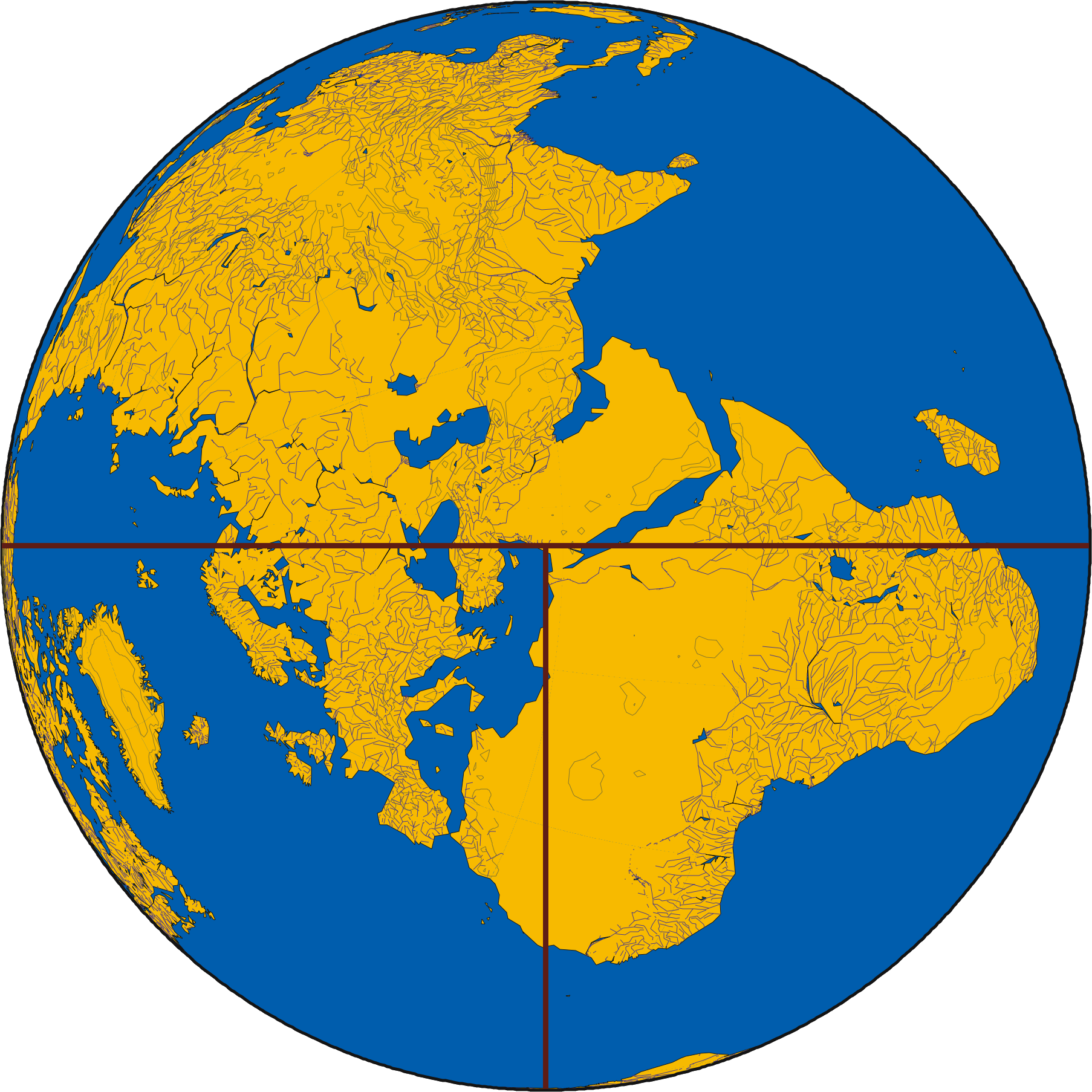
Moderno mapa con "proyección" Orbis Terrae.